# Подрезов, Георгий Кондратьевич
Георгий Кондратьевич Подрезов (род. 2 апреля 1925 году, в селе Барлук Иркутская область - умер 1 марта 1994 года) — звеньевой колхоза «Ленинский путь» Куйтунского района Иркутской области. С 1954 года председатель колхоза. Герой Социалистического Труда (23.05.1949).

## Биография
2 апреля 1925 году в селе Барлук в семье колхозников родился Георгий Подрезов. Его мать Марфа Даниловна была дояркой передовик производства. В 1938 году он вступил в колхоз "Ленинский путь", где работал на разных работах. В 1941 году окончил школу фабрично-заводского обучения. Работал стрелочником на станции Наушки Восточно-Сибирской железной дороги. 
В году войны был мобилизован в ряды Красной Армии, службу проходил на Дальнем Востоке. В августе 1945 года принял участие в боевых действиях против японских милитаристов. В 1947 году вернулся в родной колхоз, возглавил полеводческую бригаду по выращиванию зерновых.
В 1948 году звено Подрезова получила высокий урожай зерновых. На площади 20,7 гектара было получено 30,1 центнер зерновых с гектара посевов.    
Указом от 23 мая 1949 года за получение высоких показателей по сбору урожая зерновых Георгий Подрезов был удостоен звания Герой Социалистического Труда с вручением Ордена Ленина и золотой медали "Серп и Молот".
С 1950 по 1953 годы обучался в Иркутской областной сельскохозяйственной школе, получил специальность агроном. Затем работал заместителем председателя колхоза "Ленинский путь".
С 1954 года работал председателем колхоза в селе Барлук. 
Последние годы проживал в Братске. Умер 1 марта 1994 года. 

## Награды
Имеет следующие награды, за трудовые и боевые успехи:
- Герой Социалистического Труда (23.05.1949);
- Орден Ленина (23.05.1949);
- Орден Отечественной войны - II степени (11.03.1985).